# Damias albicollis
Damias albicollis là một loài bướm đêm thuộc phân họ Arctiinae, họ Erebidae.